# 鳥取県道240号旧奈和西坪線
鳥取県道240号旧奈和西坪線（とっとりけんどう240ごう きゅうなわにしつぼせん）は、鳥取県西伯郡大山町を通る一般県道である。

## 概要
西伯郡大山町加茂から西伯郡大山町西坪に至る。
2008年（平成20年）3月29日に山陰自動車道の名和IC - 大山IC間が開通したことに伴い、本路線の名和IC - 御来屋駅前交差点間の交通量が急増した。

### 路線データ
- 起点：鳥取県西伯郡大山町加茂（鳥取県道329号淀江琴浦線交点）
- 終点：鳥取県西伯郡大山町西坪（御来屋駅前交差点、国道9号交点）
- 総延長：3.6 km

## 歴史
- 2018年（平成30年）3月31日 - 鳥取県告示第223号により、西伯郡大山町加茂 - 同・大山広域農道交点間、西伯郡大山町西坪・御来屋駅前交差点 - 同・鳥取県道269号松河原名和線交点間が大山町に移管され、西伯郡大山町加茂・大山広域農道との重用区間が同日鳥取県告示第219号により認定された鳥取県道329号淀江琴浦線の一部となった[1]。

## 路線状況

### 道路施設

#### 道の駅
- 大山恵みの里（西伯郡大山町）

## 地理

### 通過する自治体
- 鳥取県
  - 西伯郡大山町

### 交差する道路
| 交差する道路                              | 交差する場所 | 交差する場所            |
| ----------------------------------------- | ------------ | ----------------------- |
| 鳥取県道329号淀江琴浦線 大山広域農道 重複 | 加茂         | 起点                    |
| E9 山陰自動車道 / 名和淀江道路            | 名和         | 13 名和IC               |
| 国道9号                                   | 西坪         | 御来屋駅前交差点 / 終点 |

### 交差する鉄道
- 山陰本線

### 沿線
- JR西日本山陰本線 御来屋駅